# Göteborgs slakthus

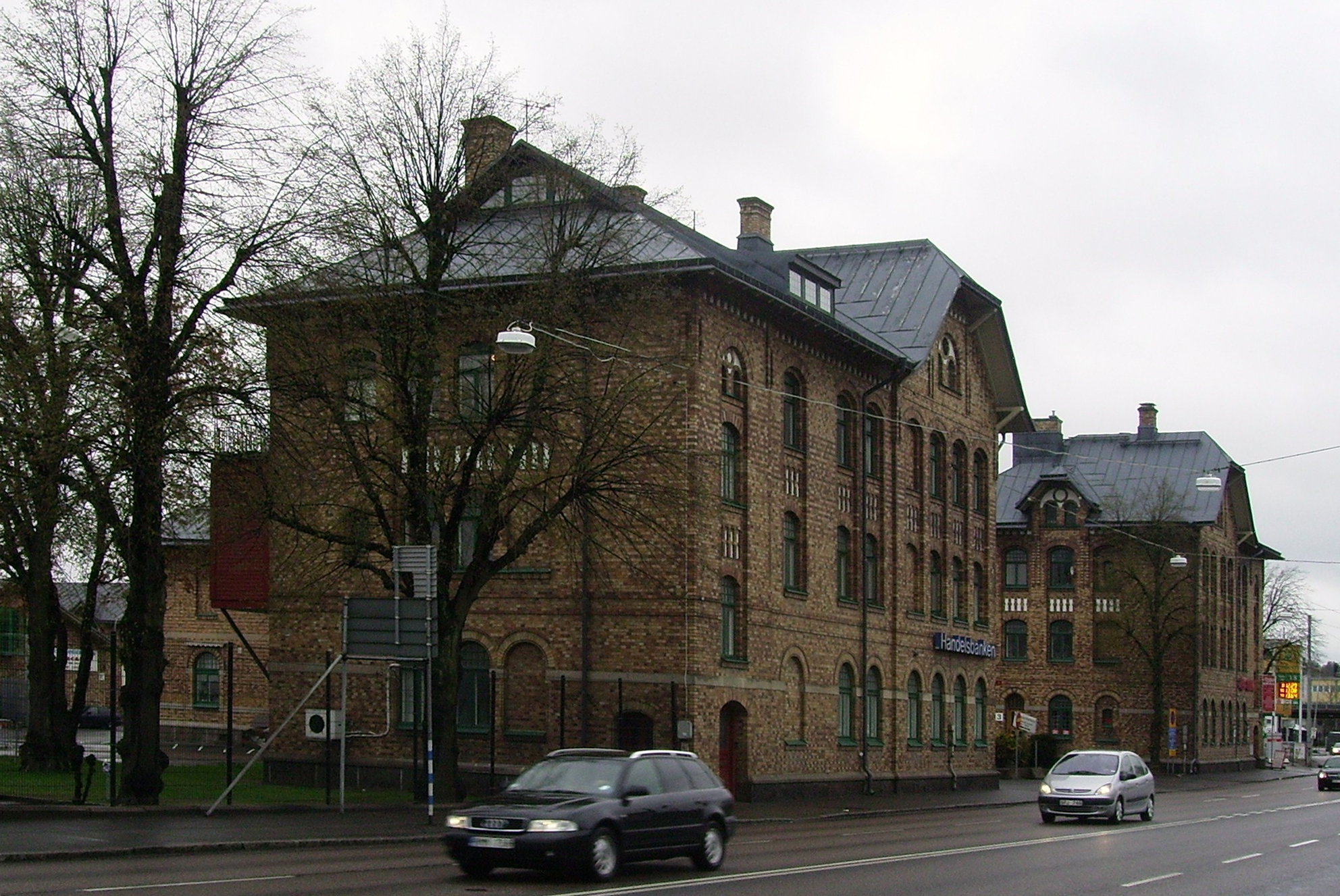
Göteborgs slakthus.

Göteborgs slakthus är ett slakthus som ligger på Slakthusgatan 6-10 i Göteborg. 
Göteborgs slakthus var det första kommunala slakthuset i Sverige och var försett med eget järnvägsspår. De äldsta delarna byggdes 1905 av F.O. Peterson & söner, efter ritningar av Otto Dymling 1902–1903. Området hade en slaktavdelning och en marknadsavdelning för djurhållning. Slakthallarna byggdes med stålstommar och ett löpande band. 
Slakthuset har genomgått flera om- och tillbyggnader genom åren.